# Кућа браће Прауновић
На углу улице Иве Лоле Рибара број 40, налази се кућа браће Христифора и Благоја Прауновића који су били трговци и живели су у Београду. Пројекат за њихову кућу прибавио је њихов стриц Гаврило Прауновић, грађевински инжењер, који је живео и радио у Београду.
Са овом кућом модерна је ушла у међуратно Власотинце. Архитектонска композиција куће је у облику лађе. То је веома популарни мотив у србској архитектури експресионистичког смера. Експресионисти су заступали наглашени симболизам форме у којима је преовлађивала симболика модерне научно-техничке ере а узори су тражени у формама у индустрији авиона, машина, бродова. Експресионисти су се надовезали на романтичарску традицију, на готику и на пластичне мотиве арт-нивоа.
У конструкцији куће пројекат је користио једноставне форме равнихравних зидова без пластичке декорације, који је разбио округлим прозорским отворима, распоређеним по вертикали. Овај мотив је карактеристичан за београдски зрели модернизам којим је градитељ супротставио хоризонтале класично обликованих прозорских отвора. Тиме је избегавао несразмерни однос зидног платна и водоравног прозора и приступио отварању још једног округлог прозора у продужетку хоризонтале. Уступак традицији огледа се у затворености волумена, на декоративној тролисној степенишној огради од бетона и на ситним отворима на уличној страни фасаде. 
По блоковитој затворености волумена и хоризонталних маса, објекат се уклапа у токове србског модернизма с краја четрдесетих година. Као најсавремнији објекат у власотиничкој средини превазишао је локални значај и означио радикални заокрет, напуштајући застарели метод изградње у корист савремених и функционалних решења.